# Příběh (DVD, Marta Kubišová)
Příběh (2008) je výběrové DVD Marty Kubišové, které obsahuje 39 klipů. První část obsahuje samostatné klipy z let 1963 – 2000, druhá část pak tři ucelené televizní recitály Náhrdelník melancholie, Proudy lásku odnesou a Stalo se na podzim.

## Seznam písní
1. Modlitba pro Martu – 3:55
2. Depeše – 2:40
3. S nebývalou ochotou (Walkin´ Back To Happiness) – 2:09
4. Loudá se půlměsíc (Ange est venu) – 2:32
5. Mít doma měsíc jenom pro sebe – 2:36
6. Víc nechtěl by snad ani d'Artagnan – 5:15
7. Sama – (chybně uvedena píseň Čekám!)
8. Tajuplnej hráč – 2:35
9. Rezavý svět – 4:35
10. Nepiš dál – 2:46
11. Oh, Baby, Baby – 3:52
12. Já cestu k tobě najdu si – 3:03
13. Ale já musím jít – 2:55
14. Píseň Ofélie – 3:05
15. Tajga blues – 3:23
16. No (Hej, pane zajíci!) – 2:46
17. Řeka vůní (Deep River Woman) – 4:08
18. Vítej, lásko – 2:15
19. S tebou jsem já (Say You, Say Me) – 3:35
20. Vzkaz – 3:50
21. Jaká to nádhera (Caruso) – 5:04
22. recitál Náhrdelník melancholie – 19:56
  1. Denně čekám (Anyone Who Had A Heart) – 2:27
  2. Na co tě mám – 1:50
  3. Myslíš jenom na peníze – 3:20
  4. Není to láska – 2:56
  5. Bílý stůl – 2:58
  6. Ten zlej páv – 2:40
  7. Lampa – 3:45
23. recitál Proudy lásku odnesou – 21:50
  1. Proudy (Prove It) – 3:50
  2. Magdaléna (Aleluja) – 3:30
  3. Ring-o-ding – 5:15
  4. Mama (When My Dollies Have Babies) – 3:35
  5. Hej, Jude (Hey Jude) – 5:40
24. recitál Stalo se na podzim – 23:09
  1. Nechci být druhá – 5:12
  2. Podzimní – 3:16
  3. Věř nám dál – 3:13
  4. Dubnový strom v říjnu – 4:15
  5. Na smrt si nikdy nezvyknu – 4:06
  6. Buď vůle tvá – 3:07